# Sam Farr
Samuel Sharon Farr, detto Sam (San Francisco, 4 luglio 1941), è un politico statunitense, membro della Camera dei Rappresentanti per lo stato della California dal 1993 al 2017.

## Biografia
Figlio di un politico locale del Partito Democratico, Farr si unì ai Corpi di Pace nel 1964 e prestò servizio in Colombia per alcuni anni.
Tornato in patria, Farr si dedicò alla politica come il padre e nel 1980 venne eletto all'interno della legislatura statale della California, dove rimase per tredici anni, fino a quando cioè riuscì ad essere eletto alla Camera dei Rappresentanti per il seggio del dimissionario Leon Panetta, che aveva avuto un incarico nell'amministrazione Clinton.
Negli anni successivi Farr fu riconfermato dagli elettori per altri undici mandati, fin quando nel 2016 annunciò il proprio ritiro e lasciò il Congresso dopo ventiquattro anni di permanenza. Venne succeduto dal figlio del suo predecessore, Jimmy Panetta. Ideologicamente Farr si configura come democratico progressista.
Sposato con Shary Baldwin, ha una figlia di nome Jessica.